# Agrammia
Agrammia är ett släkte av fjärilar. Agrammia ingår i familjen Crambidae.
Kladogram enligt Catalogue of Life:
| Agrammia | \| \| Agrammia iridalis \| \| \| \| \| \| Agrammia matronalis \| \| \| \| |
|          | \| \| Agrammia iridalis \| \| \| \| \| \| Agrammia matronalis \| \| \| \| |
|          | Agrammia iridalis                                                         |
|          |                                                                           |
|          | Agrammia matronalis                                                       |
|          |                                                                           |